# Lluis Bonet Gari
Lluis Bonet Gari (Lluís Bonet i Garí; * 5. August 1893 in Argentona; † 30. Januar 1993 in Barcelona) war ein katalanischer Architekt der Noucentisme-Bewegung.

## Frühes Leben und Ausbildung
Bonet war der Sohn von Miquel Bonet Amigó, Professor für organische Chemie an der Universität Barcelona. Sein Onkel mütterlicherseits, Josep Garí, war ein Cousin von Josep Puig i Cadafalch, einem angehenden Architekten, den Garí 1898 mit der Renovierung seines Sommerhauses in Sant Miquel del Cros, Argentona, beauftragte. Bonet war schon als Kind von dem Werk inspiriert und ermutigt, eine Karriere in der Architektur anzustreben.
Er studierte an der Barcelona School of Architecture (Escuela Técnica Superior de Arquitectura de Barcelona) und machte dort 1918 seinen Abschluss. Seit 1914 arbeitete er zudem im Studio des renommierten katalanischen Modernisten Antoni Gaudí, zusammen mit vielen anderen Architekturstudenten seiner Generation, wie Joan Bergós i Massó, Cèsar Martinell, und Isidre Puig.
Nach dem Studium gründete Lluís Bonet I Gari dann ein eigenes Architekturbüro mit seinen Kollegen Bergós, Antoni Puig i Gairalt, Albert Carbó und Rafael Solanic i Bàlius.
Hier arbeitete er unter anderem für den Monuments Cataloguing Service of Catalonia und wurde zum Stadtarchitekten von Castelltersol ernannt.

## Karriere

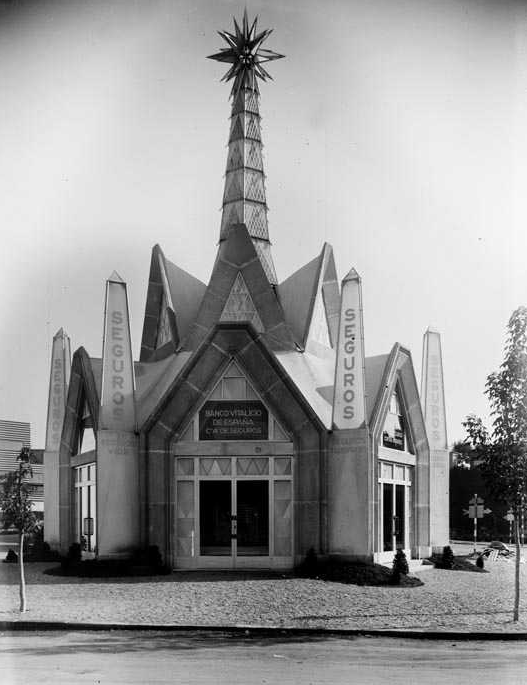
Pavillon der Banco Vitalicio de España für die internationale Barcelona-Ausstellung 1929

Seine ersten Werke, die zwischen 1918 und 1936 entstanden, waren Teil der Noucentisme-Bewegung, einer katalanischen Reaktion gegen den Modernismus. Während dieser Zeit war er bei einem Finanzamt für die Arnús Garí-Organisation am Passeig de Gràcia, angestellt – ein Job, der ihm von seiner mütterlichen Familie zur Verfügung gestellt wurde.
In Castelltersol war er als Stadtarchitekt für den Bau des Abwassersystems sowie für die Bebauung des Platzes Prat de la Riba zuständig. Er wurde mit dem Bau neuer Schulen und eines Denkmals für de la Riba, den Präsidenten Kataloniens, beauftragt.
Zeitgleich begann er mit der religiösen Architektur, die zu einer seiner Spezialitäten wurde und arbeitete an der Kirche von Castellfollit de Riubregós und dem Glockenturm von Santa Madrona in Barcelona.
In Argentona ersetzte er seinen Cousin als Bauleiter für das Sommerhaus Cros, das Anwesen seiner Familie mütterlicherseits, wo er den Garten und die Kapelle im Gaudí-Stil gestaltete.
In den 1920er Jahren baute er zwei Wohnhäuser in Barcelona: 1926 das Haus Riudor (St. Marià Cubí 13) und 1928 das Haus Salvat (Calle del Consejo de Ciento 486). Dabei mischte er Elemente der traditionellen Architektur und der Renaissance-Architektur. Für die Internationale Ausstellung von Barcelona 1929 baute er den Pavillon der Banco Vitalicio de España mit einem originellen Entwurf seiner hervorstechenden Dekorationen, die an eine tropische Umgebung erinnerten.
Anfang der 1930er Jahre begann er, den Noucentisme mit der traditionellen katalanischen Architektur zu verbinden, wie es bspw. in seiner Villa in Vilassar de Mar, dem Bonet-Godó in Teyá, dem Haus von Carreras Patxot und Maria Darna in Pedralbes, dem Hotel Prudenci in Tona und seinem Gebäude an der 407 Avinguda Diagonal in Barcelona zu erkennen ist. Sein Gebäude für die Plattenfirma Polydor in Sant Adrià de Besòs, das heutige Rathaus, wurde dagegen im rationalistischen Stil gebaut und stand unter dem Einfluss des deutschen Architekten K. Räger.
In den 1930er Jahren baute er eine Reihe von Gebäuden für die Banco Vitalicio de España, zu deren Direktoren auch sein Onkel Josep Garí gehörte. In jenem Jahr errichtete er den Hauptsitz der Filiale in Valencia im neoklassizistischen Stil mit valenzianischer Keramik. Später errichtete er eine Filiale in Madrid in der Calle de Alcalá, eine Kombination aus Klassizismus und Rationalismus. Es folgte eine Filiale in Tarragona in deutscher Architektur. Schließlich errichtete er eine Filiale in Barcelona, die zu seinen bemerkenswertesten Werken zählen. Schon vor dem Spanischen Bürgerkrieg geplant, wurde der Bau des Gebäudes erst 1942 begonnen und schließlich 1950 fertiggestellt.
1930 arbeitete Bonet an der Cavas Codorniu in Sant Sadurní d’Anoia und trat damit die Nachfolge seines Cousins an. Er restaurierte die alten Büroräume und gestaltete Werkstätten, den Eingangshof, den Platz des Anwesens und die Gärten. Er arbeitete mit Unterbrechungen bis 1980 an dem Gebäude.
Zu Beginn des Spanischen Bürgerkrieges arbeitete er an mehreren Schulprojekten im Auftrag der Architektenvereinigung, stellte seine Arbeit jedoch im Juni 1937 ein und zog nach Sevilla, wo er als Kassierer arbeitete. 1938 gewann er den zweiten Preis bei einem Projektwettbewerb der Central de Bomberos von Valladolid und restaurierte das Theater López de Ayala in Badajoz.

### Rückkehr nach Barcelona

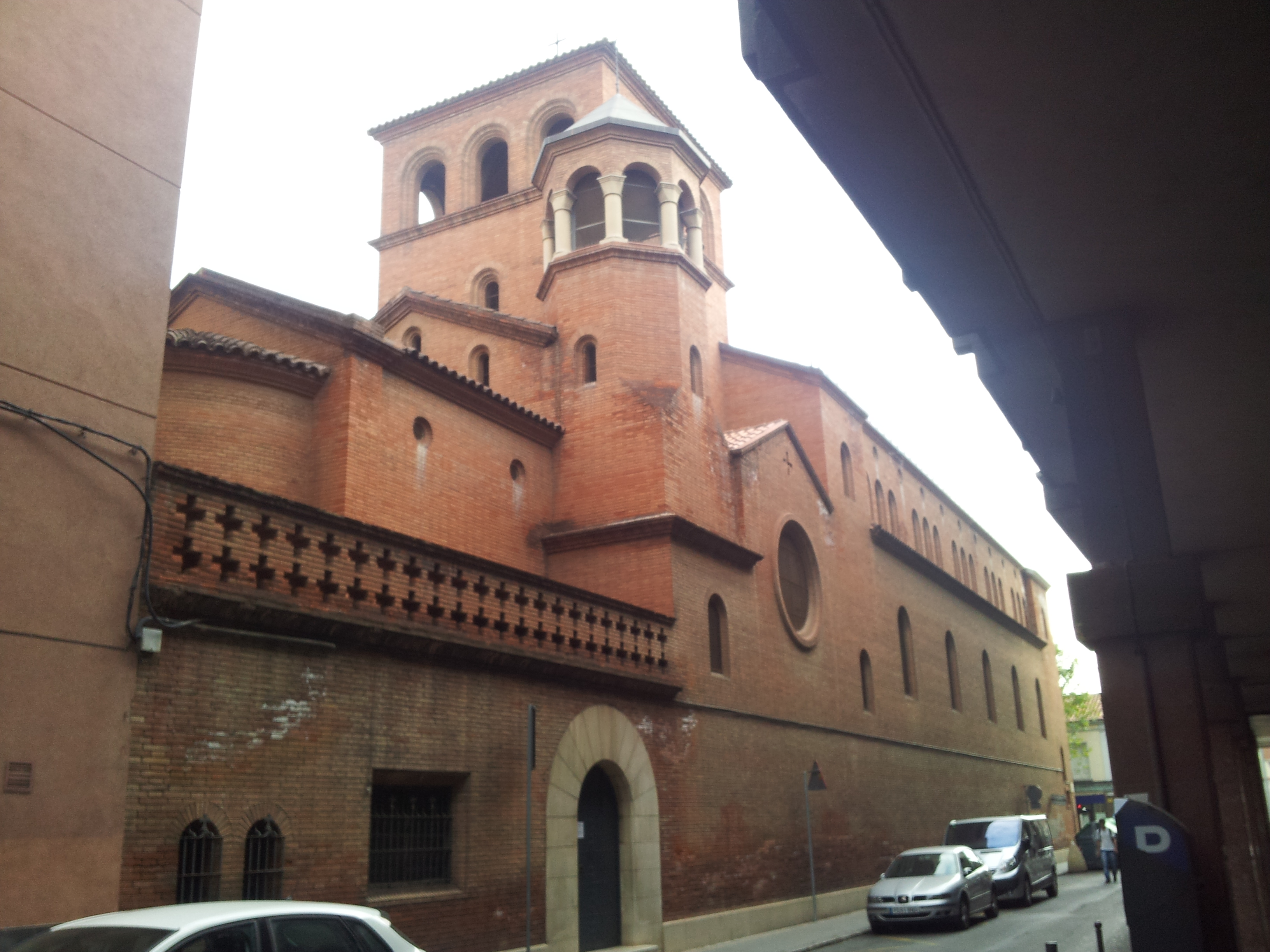
Church of the Holy Trinity in Sabadell

Im Jahr 1939 kehrte Bonet nach Barcelona zurück und entwarf ein Jahr später das rationalistische Singer-Gebäude in der Carrer de Fontanella. Gleichzeitig wurde er vom Priesterseminar von Vic beauftragt und gewann mit dem Maler Antoni Vila Arrufat und dem Bildhauer Enric Monjo i Garriga einen Wettbewerb für das Presbyterium der Kathedrale von Terrassa. 1940 restaurierte er die Pfarrkirche San Cristóbal in Premià de Mar und baute die Kirche der Heiligen Dreifaltigkeit in Sabadell. Er war auch der Architekt des Tabernakels in der Iglesia de San Vicente (Sarriá) in Sarriá.
1942 wurde ihm die Ehre zuteil, mit dem Bau des Hauptsitzes des Nationalen Instituts für Wohlfahrt in Barcelona an der Calle Balmes und der Gran Vía beauftragt zu werden. In diesem Jahr baute er auch das Millet-Haus in L’Ametlla del Vallès und wurde mit dem Wiederaufbau eines Dorfes in Pals beauftragt. 1946 entwarf er das Kreuz auf dem Platz des Klosters Pedralbes sowie das südamerikanische Versicherungshaus, die Standorte der Banco Vitalicio in Gerona, Lleida, Las Palmas und Sevilla sowie viele Wohngebäude Barcelonas.
In den 1950er Jahren baute er eine Bank in Sabadell sowie die Kirche der Stadt, die Kirche der Unbefleckten Empfängnis. Er baute das Kloster der Klarissen in Mataró und die Weinkellerei Raymat in Cervelló. Er baute eine Residenz für Pere Sensat in Llinars del Vallès, ein Heiligtum in Figaró-Montmany und das Rivière-Gebäude an der Ronda de Sant Pere in Barcelona.
Er schloss sich 1962 einem Architektenteam an, das für den Bau der Sagrada Família verantwortlich war und entwarf zusammen mit Isidre Puig und Francesc Quintana die neue Fassade der Passionskirche entwarf. Zwischen 1974 und 1983 war er Leiter des Tempelbaus. Bonets Arbeit an der Kirche dauerte bis 1982, als alle Arbeiten an dem Gebäude eingestellt wurden. Neben seiner Arbeit an der Sagrada in den 1960er Jahren entwarf er ein Haus in L’Espluga de Francolí und arbeitete 1962 an der Restaurierung der Abtei Poblet. Er restaurierte mehrere Bauernhäuser in Foixà, Llinars del Vallés und Cabrils. 1966 renovierte er den Torre de la Creu in Sant Joan Despí. In diesen späteren Jahren sammelte er viele Informationen über historische katalanische Bauernhäuser, was ihn zur Veröffentlichung des Werkes Las masías del Maresme (1982) veranlasste.
Während des Regimes von Francisco Franco trug Bonet dazu bei, die katalanische Kultur zu erhalten, und richtete in seinem Haus zahlreiche Sitzungen des Instituts für Katalanistik aus. Er war der Vater des Architekten Jordi Bonet i Armengol, der wie er die Arbeiten an der Sagradad Familia leitete, und von Lluís Bonet i Armengol, dem Priester der Sagrada Familia.